# Joseph-Nicolas Delisle

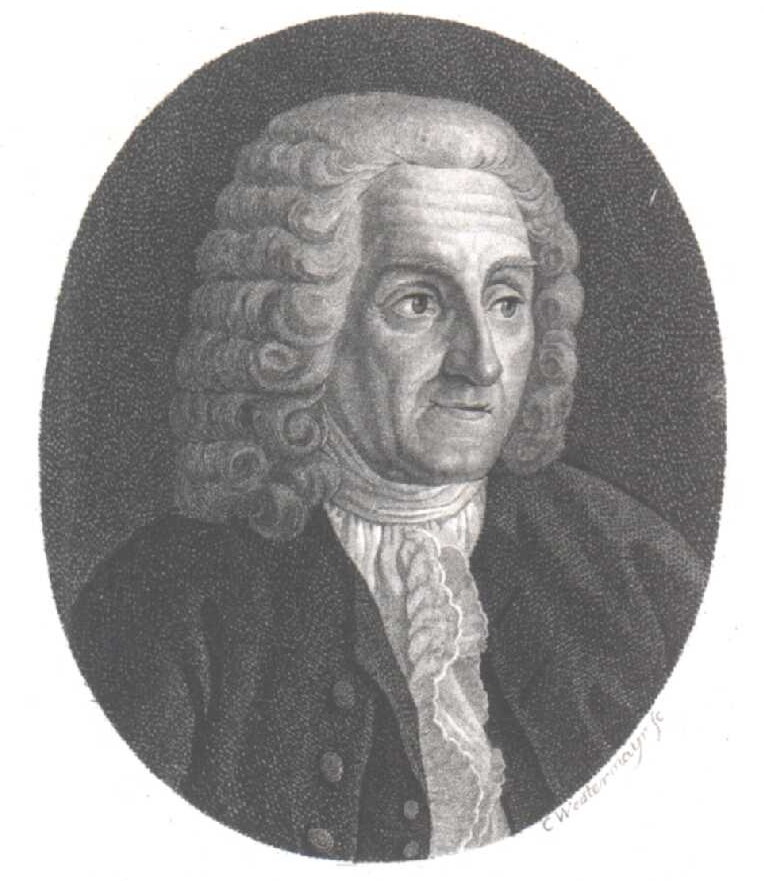
Joseph-Nicolas Delisle

Joseph-Nicolas Delisle (Parijs, 4 april 1688 – aldaar, 11 september 1768) was een Frans astronoom die vooral bekend werd door zijn temperatuurschaal, met de Delisle als eenheid.
Hij was leerling van Jacques Cassini en Giacomo Filippo Maraldi, en werd in 1714 lid van de Académie des sciences. Hoewel hij een goed wetenschapper was en uit een gegoede familie kwam, bezat hij weinig financiële middelen. Dit veranderde toen hij door de Russische tsaar Peter de Grote werd uitgenodigd om een astronomieschool te leiden. Delisle verbleef van 1726 tot 1747 in Rusland. Toen hij terugkeerde naar Parijs, was hij een gefortuneerd en beroemd persoon. Aldaar bouwde Delisle zijn eigen observatorium, waar later Charles Messier belangrijke astronomische ontdekkingen deed.
- Bibsys: 1498562805007
- Biblioteca Nacional de Chile: 000180731
- Biblioteca Nacional de España: XX1322210
- Bibliothèque nationale de France: cb12150746w (data)
- Gemeinsame Normdatei: 117631655
- International Standard Name Identifier: 0000 0000 7357 4428
- Library of Congress Control Number: n84806274
- Mathematics Genealogy Project: 112788
- Nationale Bibliotheek van Tsjechië: ntk20211098321
- Nationale bibliotheek van Australië: 35888939
- Nationale Bibliotheek van Israël: 987007264001905171
- Nationale en Universitaire bibliotheek Zagreb: 000391408
- Nederlandse Thesaurus van Auteursnamen: 151879885
- Réseau des bibliothèques de Suisse occidentale: 02-A012523100
- SNAC: w60s22t3
- Système universitaire de documentation: 030000696
- Trove: 1132734
- Virtual International Authority File: 29571577
- WorldCat: E39PBJrmb88fgCdYjqTp3JRHYP